# Atletismo nos Jogos Pan-Americanos de 1995 - 400 m feminino
As provas dos 400 m feminino nos Jogos Pan-Americanos de 1995 foram realizadas em 18 e 19 de março no Estádio Atlético "Justo Roman".

## Medalhistas
| Ouro                   | Prata                 | Bronze                              |
| Julia Duporty CUB Cuba | Nancy McLeón CUB Cuba | Flirtisha Harris USA Estados Unidos |

## Resultados

### Eliminatórias
| Posição | Eliminatória | Nome               | Nacionalidade      | Tempo | Notas |
| ------- | ------------ | ------------------ | ------------------ | ----- | ----- |
| 1       | 1            | Ximena Restrepo    | COL Colômbia       | 52.65 | Q     |
| 2       | 1            | Nancy McLeón       | CUB Cuba           | 53.05 | Q     |
| 3       | 1            | Flirtisha Harris   | USA Estados Unidos | 53.65 | Q     |
| 1       | 2            | Julia Duporty      | CUB Cuba           | 52.43 | Q     |
| 2       | 2            | Patricia Rodríguez | COL Colômbia       | 53.05 | Q     |
| 3       | 2            | Crystal Irving     | USA Estados Unidos | 53.10 | Q     |

### Final
| Posição           | Nome                      | Nacionalidade      | Tempo | Notas |
| ----------------- | ------------------------- | ------------------ | ----- | ----- |
| Medalha de ouro   | Julia Duporty             | CUB Cuba           | 50.77 |       |
| Medalha de prata  | Nancy McLeón              | CUB Cuba           | 51.81 |       |
| Medalha de bronze | Flirtisha Harris          | USA Estados Unidos | 52.51 |       |
| 4                 | Crystal Irving            | USA Estados Unidos | 52.69 |       |
| 5                 | Patricia Rodríguez        | COL Colômbia       | 52.97 |       |
| 6                 | Maria Magnólia Figueiredo | BRA Brasil         | 53.10 |       |
| 7                 | Claudine Williams         | JAM Jamaica        | 53.63 |       |
| 8                 | Ximena Restrepo           | COL Colômbia       | DNS   |       |